# Riems
Riems – wyspa w Niemczech, eksklawa miasta Greifswald. Od 1910 funkcjonuje tu wirusologiczny instytut badawczy (Friedrich-Loeffler-Institut); ze względu na specyfikę prowadzonych tu badań, na wyspie obowiązuje zakaz przebywania osób postronnych.